# Historia Żydów w Azerbejdżanie

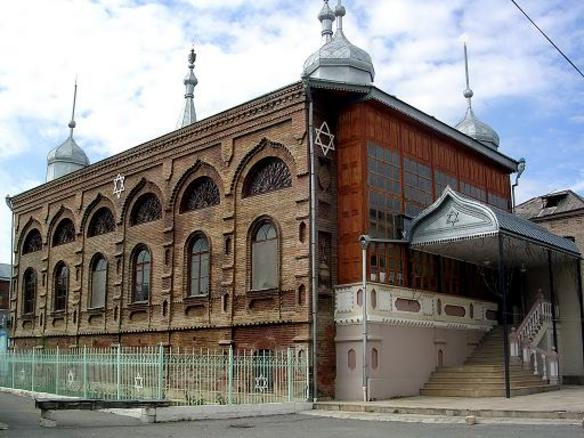
Synagoga we wsi Krasnaja Sloboda

Historia Żydów w Azerbejdżanie sięga VI wieku, gdy na Kaukazie zaczęli osiedlać się Żydzi górscy. Pierwotnie do ich głównych zajęć należało rolnictwo, ogrodnictwo oraz połowy na Morzu Kaspijskim. Oprócz tego społeczność ta zajmowała się rzemiosłem (np. prowadzeniem garbarni skór) oraz handlem. Od XVIII wieku jednym z miejsc zwartego osadnictwa była wieś Krasnaja Sloboda, gdzie w 1772 Żydzi uzyskali prawo osiedlania się i w której na przecięciu szlaków karawan powstała dzielnica żydowska. Innym istotnym miejscem dla żydowskiej społeczności Azerbejdżanu stało się Baku, co związane było z szybkim rozwojem przemysłu naftowego w XIX wieku. Wówczas w mieście osiedlali się liczni przedstawiciele takich profesji jak inżynierowie, nauczyciele, lekarze i prawnicy. Z czasem wielu obywateli Azerbejdżanu pochodzenia żydowskiego stało się ważnymi postaciami azerskiej historii, jak np. Lew Landau (laureat Nagrody Nobla w dziedzinie fizyki) czy Albert Agarunow (Narodowy Bohater Azerbejdżanu). 
Po uzyskaniu niepodległości przez Azerbejdżan w wyniku rozpadu ZSRR większość spośród 30 tysięcy azerskich Żydów zdecydowała się na emigrację - na miejscu pozostało ok. 7,5 tysiąca osób. Wskazuje się, że przez lata Azerbejdżan pozostawał miejscem zgodnego funkcjonowania społeczności żydowskiej i społeczności muzułmańskiej, co podkreślane jest m.in. w stosunkach dyplomatycznych między Azerbejdżanem a Izraelem.